# Hermannsweg

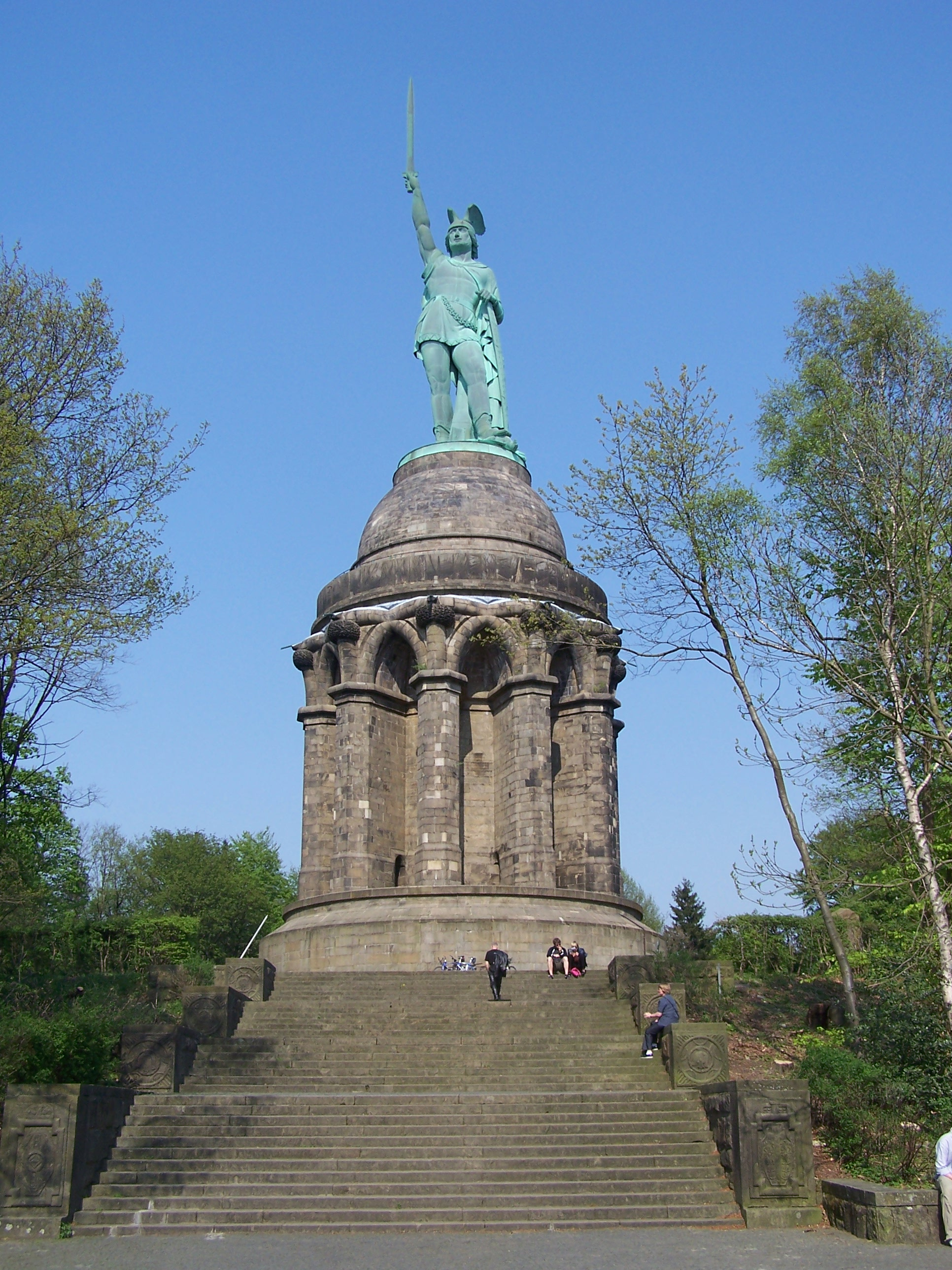
Het Hermannsdenkmal

De Hermannsweg is een wandelpad dat in de volle lengte over het Teutoburgerwoud in Duitsland loopt.
Het pad, dat in Rheine bij het station begint, volgt steeds de hoogste route van de bergrug. Het pad eindigt op de top van de meest oostelijke berg van de bergrug, de Lippische Velmerstot (441 m) en is gemarkeerd met een witte H in een zwart vlak.
Het pad is 156 km lang en is verdeeld in acht dagetappes.
De etappeplaatsen zijn:
- DB-station Rheine
- Bevergern (bij Hörstel)
- Tecklenburg
- Bad Iburg
- Borgholzhausen
- Bielefeld
- Oerlinghausen
- Detmold
- Velmerstot bij Leopoldstal

Het pad is genoemd naar Arminius (vertaald met Hermann) die in de Varusslag de Romeinen versloeg. Op de berg Grotenburg (386 m) ook wel Teutberg genoemd staat van hem een pompeus standbeeld; het Hermannsdenkmal.
Een andere bijzonderheid die het pad aandoet zijn de Externsteine, een bizarre rotsgroep in de buurt van Detmold.